# Fiorin Durmishaj
Fiorin Durmishaj (Vlorë, 14 november 1996) is een Grieks-Albanees voetballer die tijdens het seizoen 2020/21 door Olympiakos Piraeus wordt uitgeleend aan AE Larissa 1964. Durmishaj is een aanvaller.

## Clubcarrière
Durmishaj genoot zijn jeugdopleiding bij Rodos FC en Panionios. Bij die laatste club stroomde hij in 2014 door naar het eerste elftal. In zijn eerste twee seizoenen speelde hij slechts zeven officiële wedstrijden, maar na uitleenbeurten aan GS Kallithea en PAS Lamia werd hij bij zijn terugkeer een volwaardig A-kernspeler.
In juni 2019 ondertekende Durmishaj een contract voor drie seizoenen bij Olympiakos Piraeus. De Griekse recordkampioen leende hem evenwel meteen voor één seizoen uit aan Waasland-Beveren. Dat was althans de bedoeling, maar op 20 december 2019 stuurde Waasland-Beveren de aanvaller met een onvoldoende vervroegd terug naar Griekenland. In acht competitiewedstrijden had hij geen enkele keer gescoord voor de Waaslanders, enkel in de Beker van België had hij tweemaal vanop de stip gescoord tegen KVC Westerlo. Olympiakos leende hem daarna ook nog uit aan Aris Thessaloniki en AE Larissa 1964.

## Clubstatistieken
| Seizoen         | Club                | Land                 | Competitie         | Competitie | Competitie | Beker | Beker | Europees | Europees | Totaal | Totaal |
| Seizoen         | Club                | Land                 | Competitie         | Wed.       | Dlp.       | Wed.  | Dlp.  | Wed.     | Dlp.     | Wed.   | Dlp.   |
| --------------- | ------------------- | -------------------- | ------------------ | ---------- | ---------- | ----- | ----- | -------- | -------- | ------ | ------ |
| 2014/15         | Panionios           | Vlag van Griekenland | Super League       | 2          | 0          | 1     | 0     | —        | —        | 3      | 0      |
| 2014/15         | → GS Kallithea      | Vlag van Griekenland | Football League    | 20         | 6          | 0     | 0     | —        | —        | 20     | 6      |
| 2015/16         | Panionios           | Vlag van Griekenland | Super League       | 2          | 0          | 2     | 0     | —        | —        | 4      | 0      |
| 2015/16         | → GS Kallithea      | Vlag van Griekenland | Football League    | 12         | 1          | 0     | 0     | —        | —        | 12     | 1      |
| 2016/17         | → PAS Lamia         | Vlag van Griekenland | Football League    | 25         | 8          | 3     | 0     | —        | —        | 28     | 8      |
| 2017/18         | Panionios           | Vlag van Griekenland | Super League       | 21         | 4          | 5     | 2     | 3        | 0        | 29     | 6      |
| 2018/19         | Panionios           | Vlag van Griekenland | Super League       | 27         | 6          | 6     | 5     | —        | —        | 33     | 11     |
| 2019/20         | Olympiakos Piraeus  | Vlag van Griekenland | Super League       | 0          | 0          | 0     | 0     | 0        | 0        | 0      | 0      |
| 2019/20         | → Waasland-Beveren  | Vlag van België      | Jupiler Pro League | 8          | 0          | 1     | 2     | —        | —        | 9      | 2      |
| 2019/20         | → Aris Thessaloniki | Vlag van Griekenland | Super League       | 6          | 0          | 3     | 0     | —        | —        | 9      | 0      |
| 2020/21         | → AE Larissa 1964   | Vlag van Griekenland | Super League       | 15         | 0          | 1     | 0     | —        | —        | 16     | 0      |
| Carrière totaal | Carrière totaal     | Carrière totaal      | Carrière totaal    | 138        | 25         | 22    | 9     | 3        | 0        | 163    | 34     |

Bijgewerkt op 1 februari 2021.

## Interlandcarrière
Durmishaj kwam in de jeugdreeksen uit voor Albanië. In 2019 koos hij echter voor Griekenland nadat bondscoach Angelos Anastasiadis hem selecteerde voor de oefeninterland tegen Turkije. Op 30 mei 2019 maakte hij tegen Turkije zijn interlanddebuut: in de 65e minuut viel hij in voor Georgios Masouras.